# Station Joigny
Station Joigny is een spoorwegstation in de Franse gemeente Joigny.